# Seznam židovských památek v Jihomoravském kraji
Toto je seznam židovských památek v Jihomoravském kraji aktuální k roku 2011, ve kterém jsou uvedeny židovské památky v oblasti Jihomoravského kraje.
| Název                                   | Obrázek                     | Místo                                                                 | Okres       | Druh             | Galerie Commons                                                              | Popis památky a přístup |
| --------------------------------------- | --------------------------- | --------------------------------------------------------------------- | ----------- | ---------------- | ---------------------------------------------------------------------------- | --- |
| Synagoga v Boskovicích                  | Synagoga Boskovice          | Boskovice (49°29′15″ s. š., 16°39′32″ v. d.)                          | Blansko     | Synagoga         | Kategorie „Synagogue in Boskovice“ na Wikimedia Commons                      | Synagoga v Boskovicích v ulici Antonína Trapla |
| Židovský hřbitov v Boskovicích          | ŽH Boskovice                | Boskovice (49°29′7″ s. š., 16°38′56″ v. d.)                           | Blansko     | Židovský hřbitov | Kategorie „Jewish cemetery in Boskovice“ na Wikimedia Commons                | Židovský hřbitov na jihu Boskovic, na konci Potoční ulice |
| Synagoga Agudas achim v Brně            | Synagoga Brno               | Brno (49°11′34″ s. š., 16°37′4″ v. d.)                                | Brno-město  | Synagoga         | Kategorie „Agudas Achim Synagogue (Brno)“ na Wikimedia Commons               | Funkcionalistická synagoga Agudas Achim v Brně, dům č. 13 v ulici Skořepka                                                                                    |
| Židovský hřbitov v Brně                 | ŽH                          | Brno (49°11′30″ s. š., 16°38′40″ v. d.)                               | Brno-město  | Židovský hřbitov | Kategorie „Jewish cemetery Brno“ na Wikimedia Commons                        | Židovský hřbitov v Brně v Nezamyslově ulici, otevírací doba                                                                                                   |
| Synagoga v Břeclavi                     | Synagoga Břeclav            | Břeclav (48°45′31″ s. š., 16°52′55″ v. d.)                            | Břeclav     | Synagoga         | Kategorie „Synagogue in Břeclav“ na Wikimedia Commons                        | Synagoga v Břeclavi asi 200 m jihovýchodně od náměstí T. G. Masaryka v ulici U Tržiště                                                                        |
| Židovský hřbitov v Břeclavi             | ŽH Břeclav                  | Břeclav (48°45′58″ s. š., 16°52′54″ v. d.)                            | Břeclav     | Židovský hřbitov | Kategorie „Jewish cemetery in Břeclav“ na Wikimedia Commons                  | Židovský hřbitov asi 800 m severně od náměstí T. G. Masaryka, při severní části Mahenovy ulice                                                                |
| Židovský hřbitov v Bučovicích           | ŽH Bučovice                 | Bučovice (49°9′0″ s. š., 17°0′39″ v. d.)                              | Vyškov      | Židovský hřbitov | Kategorie „Jewish cemetery in Bučovice“ na Wikimedia Commons                 | Židovský hřbitov asi 650 m východně od zámku |
| Synagoga v Bzenci                       | Synagoga Bzenec             | Bzenec                                                                | Hodonín     | Synagoga         |                                                                              | Synagoga zničena v roce 1941 Němci |
| Židovský hřbitov v Bzenci               | ŽH                          | Bzenec (48°58′29″ s. š., 17°16′14″ v. d.)                             | Hodonín     | Židovský hřbitov | Kategorie „Jewish cemetery in Bzenec “ na Wikimedia Commons                  | Židovský hřbitov asi 300 m východně od náměstí Svobody, sousedí s místním křesťanským hřbitovem.                                                              |
| Židovský hřbitov v Dambořicích          | ŽH                          | Dambořice (49°2′28″ s. š., 16°55′14″ v. d.)                           | Hodonín     | Židovský hřbitov | Kategorie „Jewish cemetery in Dambořice “ na Wikimedia Commons               | Židovský hřbitov asi 100 m severovýchodně od kostela, sousedí s místním křesťanským hřbitovem.                                                                |
| Synagoga v Dolních Kounicích            | Synagoga Dolní Kounice      | Dolní Kounice (49°4′11″ s. š., 16°27′49″ v. d.)                       | Brno-venkov | Synagoga         | Kategorie „Synagogue in Dolní Kounice“ na Wikimedia Commons                  | Synagoga asi 70 m jihozápadně od Masarykova náměstí |
| Židovský hřbitov v Dolních Kounicích    | ŽH Dolní Kounice            | Dolní Kounice (49°4′6″ s. š., 16°27′44″ v. d.)                        | Brno-venkov | Židovský hřbitov | Kategorie „Jewish cemetery Dolní Kounice“ na Wikimedia Commons               | Židovský hřbitov nad čtvrtí na svahu Šibeniční hory, asi 250 m jihozápadně od Masarykova náměstí                                                              |
| Nový židovský hřbitov v Hodoníně        | ŽH                          | Hodonín (48°51′44″ s. š., 17°9′15″ v. d.)                             | Hodonín     | Židovský hřbitov | Kategorie „New Jewish cemetery in Hodonín “ na Wikimedia Commons             | Hřbitov leží asi 2 km severovýchodně od Mírového náměstí, při Purkyňově ulici, sousedí s místním křesťanským hřbitovem.                                       |
| Starý židovský hřbitov v Hodoníně       | ŽH                          | Hodonín (48°51′4″ s. š., 17°7′5″ v. d.)                               | Hodonín     | Židovský hřbitov | Kategorie „Old Jewish cemetery in Hodonín “ na Wikimedia Commons             | Pietní památník na místě starého hřbitova asi 700 m jihozápadně od náměstí 17. listopadu, při kruhovém objezdu ve Velkomoravské ulici (vedoucí ke vsi Lužice) |
| Synagoga v Hustopečích                  | Synagoga Hustopeče          | Hustopeče (48°56′29″ s. š., 16°44′14″ v. d.)                          | Břeclav     | Synagoga         | Kategorie „Former synagogue in Hustopeče“ na Wikimedia Commons               | Synagoga stávala v Mrštíkově ulici jako č. 7 asi 100 m od Dukelského náměstí. Byla zbourána v roce 2012.                                                      |
| Židovský hřbitov v Hustopečích          | ŽH v Hustopečích            | Hustopeče (48°56′9″ s. š., 16°43′46″ v. d.)                           | Břeclav     | Židovský hřbitov | Kategorie „Jewish cemetery in Hustopeče“ na Wikimedia Commons                | Židovský hřbitov na jihozápadě Hustopečí, v ulici Svatopluka Čecha                                                                                            |
| Synagoga v Ivančicích                   | Synagoga Ivančice           | Ivančice (49°6′13″ s. š., 16°22′40″ v. d.)                            | Brno-venkov | Synagoga         | Kategorie „Synagogue in Ivančice“ na Wikimedia Commons                       | Synagoga v ulici Josefa Vávry asi 150 m severně od Palackého náměstí, slouží jako skladiště.                                                                  |
| Židovský hřbitov v Ivančicích           | ŽH Ivančice                 | Ivančice (49°6′21″ s. š., 16°22′31″ v. d.)                            | Brno-venkov | Židovský hřbitov | Kategorie „Jewish cemetery in Ivančice“ na Wikimedia Commons                 | Židovský hřbitov asi 350 m severozápadně od Palackého náměstí                                                                                                 |
| Synagoga v Ivanovicích na Hané          | Synagoga Ivanovice na Hané  | Ivanovice na Hané (49°18′14″ s. š., 17°5′36″ v. d.)                   | Vyškov      | Synagoga         |                                                                              | Synagoga při ulici Stará čtvrť asi 150 m jihozápadně od zámku, slouží jako sbor církve čs. husitské.                                                          |
| Židovský hřbitov v Ivanovicích na Hané  | ŽH                          | Ivanovice na Hané (49°18′30″ s. š., 17°6′9″ v. d.)                    | Vyškov      | Židovský hřbitov | Kategorie „Jewish cemetery in Ivanovice na Hané “ na Wikimedia Commons       | Židovský hřbitov leží na východním okraji města při pravé straně silnice na Kroměříž hned za benzinovou pumpu                                                 |
| Židovský hřbitov v Jiřicích u Miroslavi | ŽH v Jiřicích u Miroslavi   | Jiřice u Miroslavi (48°54′48″ s. š., 16°23′41″ v. d.)                 | Znojmo      | Židovský hřbitov | Kategorie „Jewish cemetery in Jiřice u Miroslavi“ na Wikimedia Commons       | Židovský hřbitov na jižním okraji vsi vlevo od silnice na Litobratřice                                                                                        |
| Synagoga v Kloboukách u Brna            |                             | Klobouky u Brna (48°59′44″ s. š., 16°51′29″ v. d.)                    | Břeclav     | Synagoga         |                                                                              | Synagoga přestavěna na obytný dům |
| Židovský hřbitov v Kostelci u Kyjova    |                             | Kostelec u Kyjova (49°0′46″ s. š., 17°9′24″ v. d. – přibližná poloha) | Hodonín     | Židovský hřbitov |                                                                              | Zbytek hřbitova bez náhrobků |
| Synagoga v Lomnici                      | Synagoga Synagoga Lomnice   | Lomnice (49°24′22″ s. š., 16°24′44″ v. d.)                            | Brno-venkov | Synagoga         |                                                                              | Synagoga na jihozápadním konci Židovského náměstí |
| Židovský hřbitov v Lomnici              | ŽH Lomnice                  | Lomnice (49°24′26″ s. š., 16°24′46″ v. d.)                            | Brno-venkov | Židovský hřbitov | Kategorie „ Jewish cemetery in Lomnice“ na Wikimedia Commons                 | Židovský hřbitov asi 200 m severovýchodně od Židovského náměstí                                                                                               |
| Synagoga v Mikulově                     | Synagoga Mikulov            | Mikulov (48°48′28″ s. š., 16°38′10″ v. d.)                            | Břeclav     | Synagoga         | Kategorie „Synagogue in Mikulov“ na Wikimedia Commons                        | Synagoga v Husově ulici přímo pod zámkem |
| Židovský hřbitov v Mikulově             | ŽH v Mikulově               | Mikulov (48°48′37″ s. š., 16°38′15″ v. d.)                            | Břeclav     | Židovský hřbitov | Kategorie „Jewish cemetery in Mikulov“ na Wikimedia Commons                  | Židovský hřbitov asi 400 m severozápadně od náměstí |
| Synagoga v Miroslavi                    | Synagoga Miroslav           | Miroslav (48°56′43″ s. š., 16°18′50″ v. d.)                           | Znojmo      | Synagoga         | Kategorie „Former synagogue in Miroslav“ na Wikimedia Commons                | Synagoga asi 150 m západně od městského úřadu a 100 m jižně od zámku, slouží jako Dům kultury.                                                                |
| Židovský hřbitov v Miroslavi            | ŽH v Miroslavi              | Miroslav (48°56′36″ s. š., 16°19′11″ v. d.)                           | Znojmo      | Židovský hřbitov | Kategorie „Jewish cemetery in Miroslav“ na Wikimedia Commons                 | Židovský hřbitov asi 600 m jihovýchodně od náměstí na Nádražní ulici                                                                                          |
| Židovský hřbitov v Moravském Krumlově   | ŽH v Moravském Krumlově     | Moravský Krumlov (49°2′42″ s. š., 16°18′13″ v. d.)                    | Znojmo      | Židovský hřbitov | Kategorie „Jewish cemetery in Moravský Krumlov“ na Wikimedia Commons         | Židovský hřbitov na severozápadě Mor. Krumlova, proti benzinové pumpě v Ivančické ulici (vchod ze Zámecké ulice), asi 500 m jihozápadně od zámku              |
| Židovský hřbitov v Podivíně             | ŽH v Podivíně               | Podivín (48°49′49″ s. š., 16°50′51″ v. d.)                            | Břeclav     | Židovský hřbitov | Kategorie „Jewish cemetery in Podivín“ na Wikimedia Commons                  | Židovský hřbitov asi 600 m severně od náměstí vlevo při Palackého ulici                                                                                       |
| Židovský hřbitov v Pohořelicích         | ŽH Pohořelice               | Pohořelice (48°58′57″ s. š., 16°31′12″ v. d.)                         | Brno-venkov | Židovský hřbitov | Kategorie „Jewish cemetery in Pohořelice“ na Wikimedia Commons               | Židovský hřbitov 400 m severozápadně od náměstí v Tyršově ulici směrem na Cvrčovice                                                                           |
| Synagoga v Rousínově                    | Synagoga Rousínov           | Rousínov (49°12′9″ s. š., 16°52′51″ v. d.)                            | Vyškov      | Synagoga         | Kategorie „Synagogue in Rousínov“ na Wikimedia Commons                       | Synagoga asi 100 m jihozápadně od Sušilova náměstí slouží jako sbor církve čs. husitské.                                                                      |
| Židovský hřbitov v Rousínově            | ŽH Rousínov                 | Rousínov (49°12′1″ s. š., 16°53′5″ v. d.)                             | Vyškov      | Židovský hřbitov | Kategorie „Jewish cemetery in Rousínov“ na Wikimedia Commons                 | Židovský hřbitov asi 300 m jižně od Sušilova náměstí |
| Synagoga ve Slavkově u Brna             | Synagoga Slavkov u Brna     | Slavkov u Brna (49°9′9″ s. š., 16°52′31″ v. d.)                       | Vyškov      | Synagoga         | Kategorie „Synagogue in Slavkov u Brna“ na Wikimedia Commons                 | Synagoga asi 150 m západně od Palackého náměstí, slouží jako skladiště.                                                                                       |
| Židovský hřbitov ve Slavkově u Brna     | ŽH Slavkov u Brna           | Slavkov u Brna (49°9′57″ s. š., 16°52′43″ v. d.)                      | Vyškov      | Židovský hřbitov | Kategorie „Jewish cemetery in Slavkov u Brna “ na Wikimedia Commons          | Židovský hřbitov asi 1 km severně od Palackého náměstí při silnici do Rousínova                                                                               |
| Synagoga ve Strážnici                   | Synagoga                    | Strážnice (48°54′14″ s. š., 17°18′54″ v. d.)                          | Hodonín     | Synagoga         | 1F                                                                           | Synagoga stojí v Sadové ulici asi 300 m severně od náměstí Svobody                                                                                            |
| Židovský hřbitov ve Strážnici           | ŽH                          | Strážnice (48°54′13″ s. š., 17°19′0″ v. d.)                           | Hodonín     | Židovský hřbitov | Kategorie „Jewish cemetery in Strážnice“ na Wikimedia Commons                | Židovský hřbitov asi 300 m severovýchodně od náměstí Svobody a 150 m severozápadně od náměstí 17. listopadu                                                   |
| Židovský hřbitov v Šafově               | ŽH v Šafově                 | Šafov (48°52′7″ s. š., 15°43′55″ v. d.)                               | Znojmo      | Židovský hřbitov | Kategorie „Jewish cemetery in Šafov“ na Wikimedia Commons                    | Židovský hřbitov na severozápadním konci obce, asi 100 m vlevo od silnice, která vede do Starého Petřína.                                                     |
| Židovský hřbitov ve Velké nad Veličkou  | ŽH Velká nad Veličkou       | Velká nad Veličkou (48°53′13″ s. š., 17°31′19″ v. d.)                 | Hodonín     | Židovský hřbitov | Kategorie „Jewish cemetery in Velká nad Veličkou“ na Wikimedia Commons       | Židovský hřbitov asi 600 m severně od obecního úřadu |
| Synagoga ve Veselí nad Moravou          | Synagoga Veselí nad Moravou | Veselí nad Moravou (48°57′9″ s. š., 17°22′43″ v. d.)                  | Hodonín     | Synagoga         | Kategorie „Synagogue in Veselí nad Moravou“ na Wikimedia Commons             | Synagoga v ulici Rybníček, asi 200 m od zámku |
| Židovský hřbitov ve Veselí nad Moravou  | ŽH                          | Veselí nad Moravou (48°57′0″ s. š., 17°22′39″ v. d.)                  | Hodonín     | Židovský hřbitov | Kategorie „Jewish cemetery in Veselí nad Moravou“ na Wikimedia Commons       | Židovský hřbitov vedle ZŠ na Masarykově ulici, asi 500 m jižně od zámku                                                                                       |
| Synagoga ve Vyškově                     | Synagoga Vyškov             | Vyškov (49°16′37″ s. š., 17°0′5″ v. d.)                               | Vyškov      | Synagoga         | Kategorie „Hussite church (former synagogue) in Vyškov“ na Wikimedia Commons | Synagoga na jižní straně Masarykova náměstí |
| Židovský hřbitov ve Vyškově             | ŽH Vyškov                   | Vyškov (49°16′54″ s. š., 17°1′20″ v. d.)                              | Vyškov      | Židovský hřbitov | Kategorie „Jewish cemetery in Vyškov “ na Wikimedia Commons                  | Židovský hřbitov asi 1,5 km východně od Masarykova náměstí, vpravo od křižovatky Kroměřížské ulice vedoucí do Hoštic-Heroltic s dálnicí D46 od Prostějova.    |
| Židovský hřbitov ve Znojmě              | ŽH ve Znojmě                | Znojmo (48°52′27″ s. š., 16°2′34″ v. d.)                              | Znojmo      | Židovský hřbitov | Kategorie „Jewish cemetery in Znojmo“ na Wikimedia Commons                   | Židovský hřbitov na severu města, asi 200 m vpravo od křižovatky Přímětické a Únanovské ulice, po levé straně Únanovské ulice                                 |

Vysvětlivky k tabulce
- Název - název článku na Wikipedii, abecedně dle místa, poklikem na nadpis lze třídit
- Obrázek - existující obrázek nahraný na Commons
- Místo - nejbližší město, obec nebo vesnice, v závorce GPS - poloha památky dle Global Positioning System, lze třídit
- Okres - okres, ve kterém se místo nachází, lze třídit
- Druh - druh památky, např. židovský hřbitov nebo synagoga, lze třídit
- Galerie Commons - odkaz na Commons na existující kategorii s fotografiemi
- Popis památky a přístup - název s podrobnostmi polohy, přístupnost pro návštěvu nebo informace, kde je možné si vypůjčit klíč, je-li památka zamknutá